# Nikos Anastopoulos
Nikos Anastopoulos (řecky Νίκος Αναστόπουλος) je bývalý řecký fotbalový útočník a později trenér.
Mimo Řecka hrál v Itálii.

## Fotbalová kariéra
Většinu kariéry strávil v Olympiakosu Pireus, s nímž získal čtyři ligové tituly (1980, 1981, 1983 a 1987) a čtyřikrát se stal nejlepším střelcem ligy (1982, 1983, 1986 a 1987, v roce 1983 navíc získal Bronzovou kopačku jako třetí nejlepší kanonýr Evropy). Jako jeden z prvních řeckých fotbalistů hrál v cizině: v italském Avellinu. S 29 reprezentačními góly je nejlepším střelcem v řecké historii, v letech 1983-1988 byl navíc kapitánem národního týmu. Startoval na mistrovství Evropy ve fotbale 1980, kde vyrovnával na 1:1 v zápase s Československem, který nakonec Řekové prohráli 1:3; byl to jediný řecký gól na turnaji.